# Eva Novak (actrice)
Pour les articles homonymes, voir Novak et Eva Novak.
Eva (Barbara) Novak, née le 14 février 1898 à Saint-Louis (Missouri) et morte le 17 avril 1988 à Los Angeles (quartier de Woodland Hills, Californie), est une actrice américaine.

## Biographie

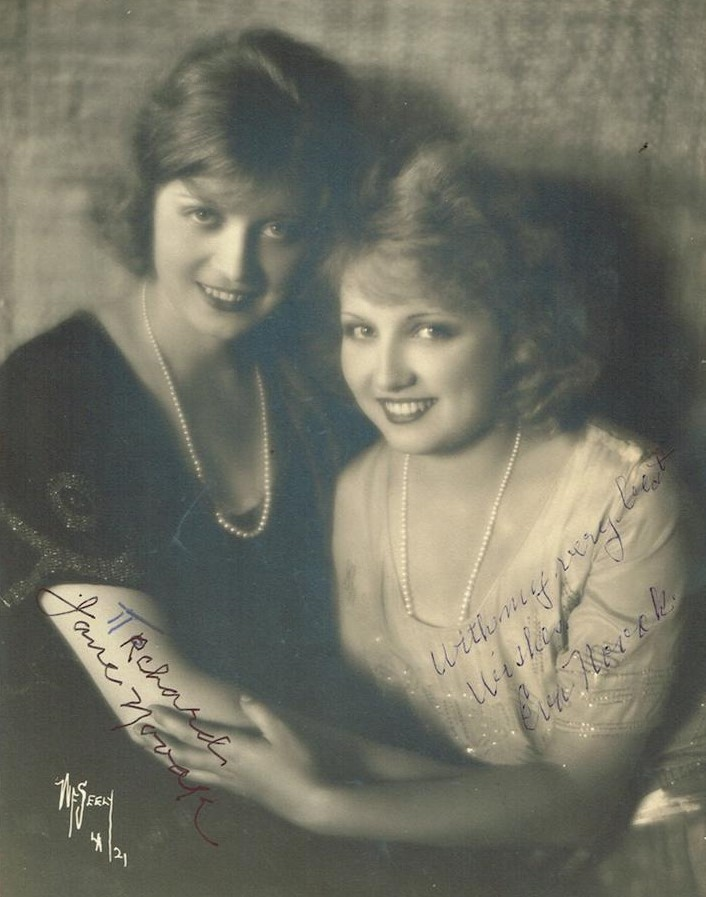
Jane (à g.) et Eva Novak en 1921

Nièce d'Anne Schaefer (1870-1957) et sœur de Jane Novak (1896-1990), toutes deux également actrices, Eva Novak entame sa carrière au cinéma durant la période du muet — comme sa sœur ainée — et contribue à cent-vingt-sept films (dont de nombreux courts métrages à ses débuts et des westerns), majoritairement américains, le premier étant Roped Into Scandal de Craig Hutchinson (court métrage de 1917, avec Bert Roach).
De cette période du muet, mentionnons aussi Desert Love de Jacques Jaccard (1920, avec Tom Mix et Francelia Billington), Society Secrets de Leo McCarey (1921, avec Gertrude Claire et Clarissa Selwynne), Gaspard le loup d'Irving Cummings (1922, avec Wallace Beery dans le rôle-titre et le réalisateur), ainsi que La Bonne Étoile de Victor Schertzinger (1923, avec Percy Marmont et sa sœur Jane).
Ayant épousé le cascadeur William Reed et le couple résidant en Australie vers la fin des années 1920, elle joue ainsi durant cette période dans quelques films australiens, le dernier (son ultime muet) étant The Romance of Runnibede de Scott R. Dunlap (1928).
Avec le passage au parlant, elle apparaît encore dans près de quarante films (souvent dans des petits rôles non crédités), depuis The Medicine Man de Scott Pembroke (1930, avec Jack Benny et Betty Bronson) jusqu'à Graine sauvage (en) de Brian G. Hutton (1965, avec Michael Parks et Ross Elliott). Entretemps, citons Le Destin du fugitif d'Alfred E. Green (1948, avec Joel McCrea et Frances Dee) et Guet-apens chez les Sioux de Lewis R. Foster (1956, avec Linda Darnell et Dale Robertson).
Pour la télévision américaine, elle se produit dans cinq séries à partir de 1958, dont La Grande Caravane (un épisode, 1962) et Suspicion (un épisode, 1963). Elle tient son ultime rôle à l'écran dans un épisode de Laredo, diffusé en 1966.
Eva Novak meurt à 90 ans, en 1988. Elle et sa sœur Jane (décédée moins de deux ans plus tard) vivaient retirées à Woodland Hills et sont enterrées ensemble au cimetière de la Mission San Fernando à Los Angeles.

## Filmographie partielle

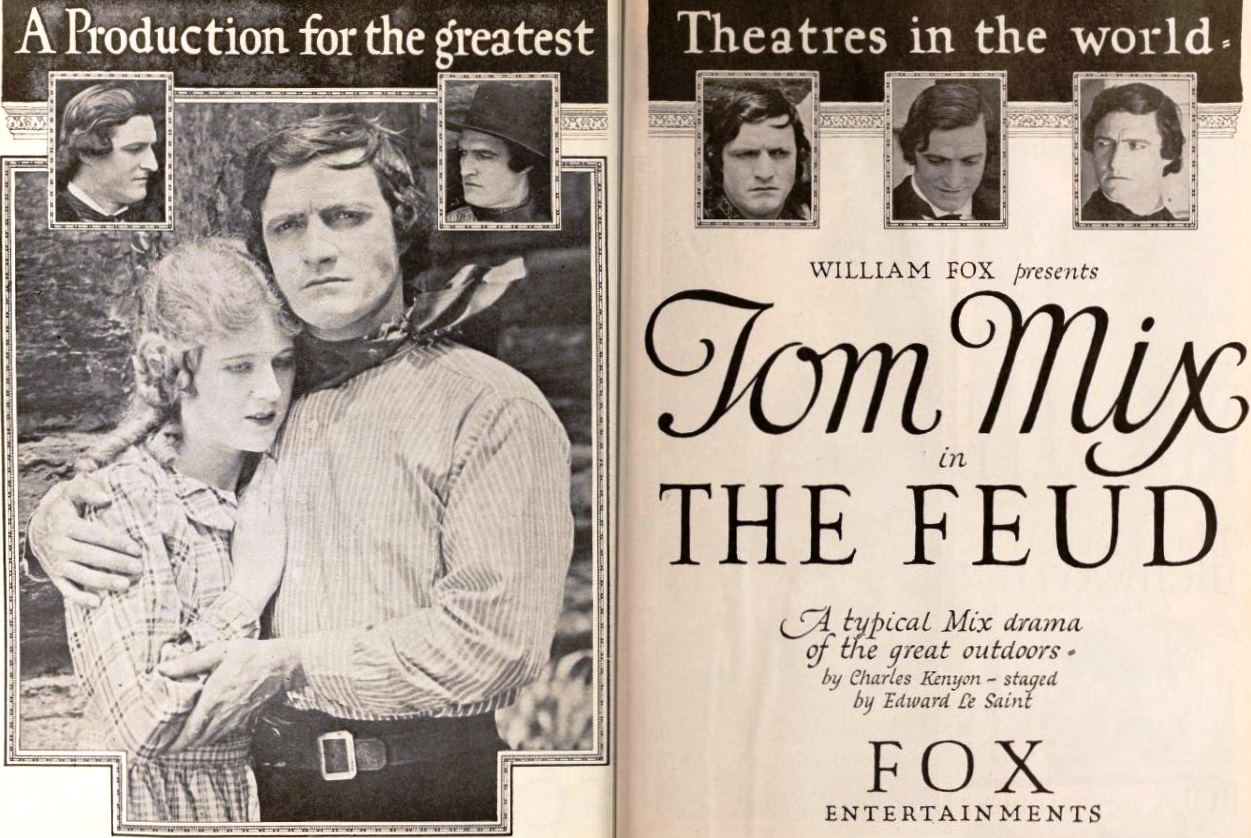
The Feud, avec Tom Mix (1919, poster promotionnel)

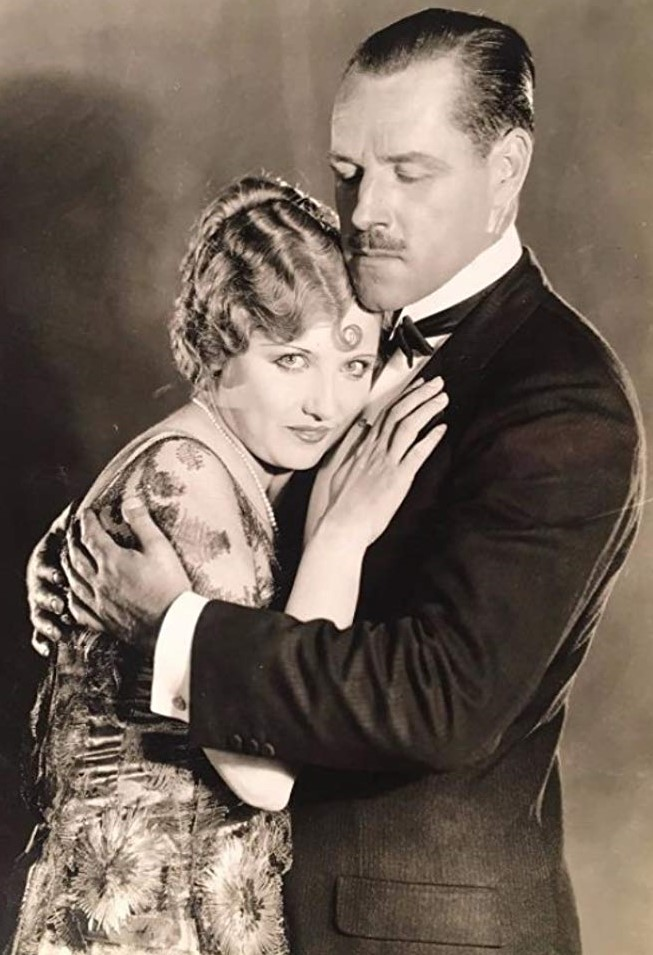
La Dure École, avec Jack Holt (1922, photo promotionnelle)

### Cinéma

#### Période du muet
- 1917 : Roped Into Scandal de Craig Hutchinson (court métrage) : Eva Wildcherry
- 1918 : The King of the Kitchen (en) de Frank Griffin (court métrage) : la nièce
- 1919 : The Feud (en) d'Edward LeSaint : Betty Summers Brown
- 1920 : Desert Love de Jacques Jaccard : Dolly Remington
- 1920 : Wanted at Headquarters (en) de Stuart Paton : Kate Westhanger
- 1921 : L'Épervier noir (The Last Trail) d'Emmett J. Flynn : Winifred Samson
- 1921 : Trailin' de Lynn Reynolds
- 1921 : Society Secrets de Leo McCarey : Louise
- 1922 : La Dure École (Making a Man) de Joseph Henabery : Patricia Owens
- 1922 : L'Aigle (Sky High) de Lynn Reynolds : Estelle Halloway
- 1922 : The Man Who Saw Tomorrow d'Alfred E. Green
- 1922 : Up and Going de Lynn Reynolds : Jackie McNabb
- 1922 : Gaspard le loup (The Man from Hell's River) d'Irving Cummings : Mabella
- 1923 : La Bonne Étoile (The Man Life Passed By) de Victor Schertzinger : Joy Moore
- 1923 : Boston Blackie (en) de Scott R. Dunlap : Mary Carter
- 1924 : Listen Lester de William A. Seiter : Mary Dodge
- 1924 : L'Amérique l'a échappé belle (Laughing at Danger) de James W. Horne : Carolyn Hollister
- 1924 : Les Badins (The Triflers) de Louis J. Gasnier : Béatrice Noyce
- 1925 : Sally d'Alfred E. Green : Rosie Lafferty
- 1926 : Say It with Babies de Fred Guiol (court métrage) : rôle non spécifié
- 1926 : The Dixie Flyer de Charles J. Hunt
- 1926 : Irène d'Alfred E. Green d'Alfred E. Green : Eleanor Hadley
- 1928 : The Romance of Runnibede de Scott R. Dunlap : Dorothy Winchester

#### Période du parlant

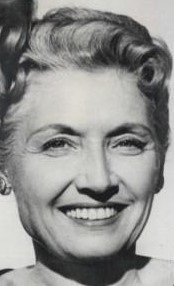
En 1956

- 1930 : The Medicine Man de Scott Pembroke : Hulda
- 1945 : Les Cloches de Sainte-Marie (The Bells of St. Mary's) de Leo McCarey : une religieuse
- 1945 : Apology for Murder de Sam Newfield : une servante des Kirkland
- 1946 : Nuit et Jour (Night and Day) de Michael Curtiz : une infirmière
- 1946 : Une fille perdue (That Brennan Girl) d'Alfred Santell : Mlle Novak
- 1947 : Blackmail de Lesley Selander
- 1948 : Le Destin du fugitif (Four Faces West) d'Alfred E. Green : Mme Winston
- 1948 : Le Fils du désert (3 Godfathers) de John Ford : une villageoise
- 1950 : Boulevard du crépuscule (Sunset Boulevard) de Billy Wilder : une admiratrice
- 1955 : La Fureur sauvage (en) (Tall Man Riding) de Lesley Selander : Mme Henderson
- 1956 : Guet-apens chez les Sioux (Dakota Incident) de Lewis R. Foster : Mme Cooper
- 1957 : Bagarre à Apache Wells (en) (Duel at Apache Wells) de Joseph Kane : Mme Munn
- 1960 : Le Sergent noir (Sergeant Rutledge) de John Ford : une spectatrice au tribunal
- 1962 : L'Homme qui tua Liberty Valance (The Man Who Shot Liberty Valance) de John Ford : une villageoise
- 1965 : Graine sauvage (en) (Wild Seed) de Brian G. Hutton : Mme Simms

### Télévision
(séries)
- 1961 : Laramie, saison 2, épisode 16 Killer Without a Cause de Lesley Selander : une jurée
- 1962 : La Grande Caravane (Wagon Train), saison 6, épisode 14 The Donna Fuller Story de Jerry Hopper : une caravanière
- 1963 : Suspicion (The Alfred Hitchcock Hour), saison 1, épisode 29 The Dark Pool de Jack Smight : Mme Hayes
- 1966 : Laredo, saison 1, épisode 18 That's Noway, Thataway d'Howard Morris : la première vieille femme